# Anglicanesimo

Bandiera della Comunione anglicana

L'anglicanesimo o anglicanismo è una confessione a favore dei cristiani riformata, e che ebbe origine nel XVI secolo con la separazione della Chiesa d'Inghilterra dalla Chiesa cattolica imposta dal re Enrico VIII (scomunicato). Comprende chiese che sono storicamente legate ad essa ed altre con credenze, pratiche di culto e strutture affini, sebbene non identiche.
La parola anglicano ha avuto origine da ecclesia anglicana, una frase latina risalente al 1246 che significa "chiesa inglese". Gli aderenti all'anglicanesimo sono chiamati anglicani. La maggioranza di loro fa parte delle chiese aderenti alla Comunione Anglicana internazionale. Ci sono, tuttavia, varie chiese al di fuori della Comunione Anglicana che si autodefiniscono anglicane: sono quelle legate all'anglicanesimo continuo, su posizioni conservatrici. Il capo ufficiale della religione anglicana è di fatto il sovrano della corona inglese, il cui successore corrisponde all’erede del trono, sebbene questa autorità rappresenti ormai una capacità simbolica.
La dottrina della Riforma anglicana è sostanzialmente una fusione di elementi luterani e calvinisti e in parte anche cattolici; l'anglicanesimo, infatti, rivendica di essere fondato sulla Bibbia, sulle tradizioni della chiesa apostolica, sulla successione apostolica ("episcopato storico") e sugli insegnamenti dei padri della Chiesa. Secondo un'immagine che viene fatta risalire a Richard Hooker, esso poggerebbe su un "triplice piedistallo": Sacre Scritture, tradizione e ragione.  L'anglicanesimo costituisce uno dei maggiori rami del cristianesimo occidentale, avendo dichiarato la sua indipendenza dal Papa in modo definitivo nel 1558 con l'insediamento al trono di Elisabetta I. Molti dei nuovi formulari anglicani della metà del XVI secolo corrispondevano strettamente a quelli del protestantesimo o calvinismo contemporaneo.
Questi formulari all'interno della Chiesa d'Inghilterra vennero acquisiti e adattati al culto anglicano dall'allora arcivescovo di Canterbury Thomas Cranmer, con la scrittura e pubblicazione di testi anglicani basilari, cioè il Book of Common Prayer e i Trentanove articoli di religione, a cui susseguì un graduale slittamento teologico e liturgico verso posizioni intermedie tra le due maggiori tradizioni protestanti emergenti, vale a dire il luteranesimo e il calvinismo.
Entro la fine del XVI secolo, il mantenimento nell'anglicanesimo di molte forme liturgiche tradizionali cattoliche e della struttura episcopale venne visto come inaccettabile dagli anglicani che promuovevano i principi protestanti più radicali, mentre nei secoli successivi alcuni teologi ed ecclesiastici anglicani, come Edward Bouverie Pusey e John Henry Newman, auspicarono un riavvicinamento al culto cattolico, in parte propriamente convertendosi al cattolicesimo e in parte formando il cosiddetto "anglo-cattolicesimo". Questo costituisce però una minoranza nell'anglicanesimo, come - su un fronte dottrinale diverso - il movimento della "Broad Church" (Chiesa larga) che, riprendendo il latitudinarismo anglicano del '600, ha sviluppato dalla seconda metà dell'800 posizioni critiche nei confronti della interpretazione dogmatica dei "credi" e di un uso pedissequo del Book of Common Prayer, sostenendo l'importanza della ricerca religiosa e del confronto costruttivo con altre tradizioni cristiane e non-cristiane.

## Storia

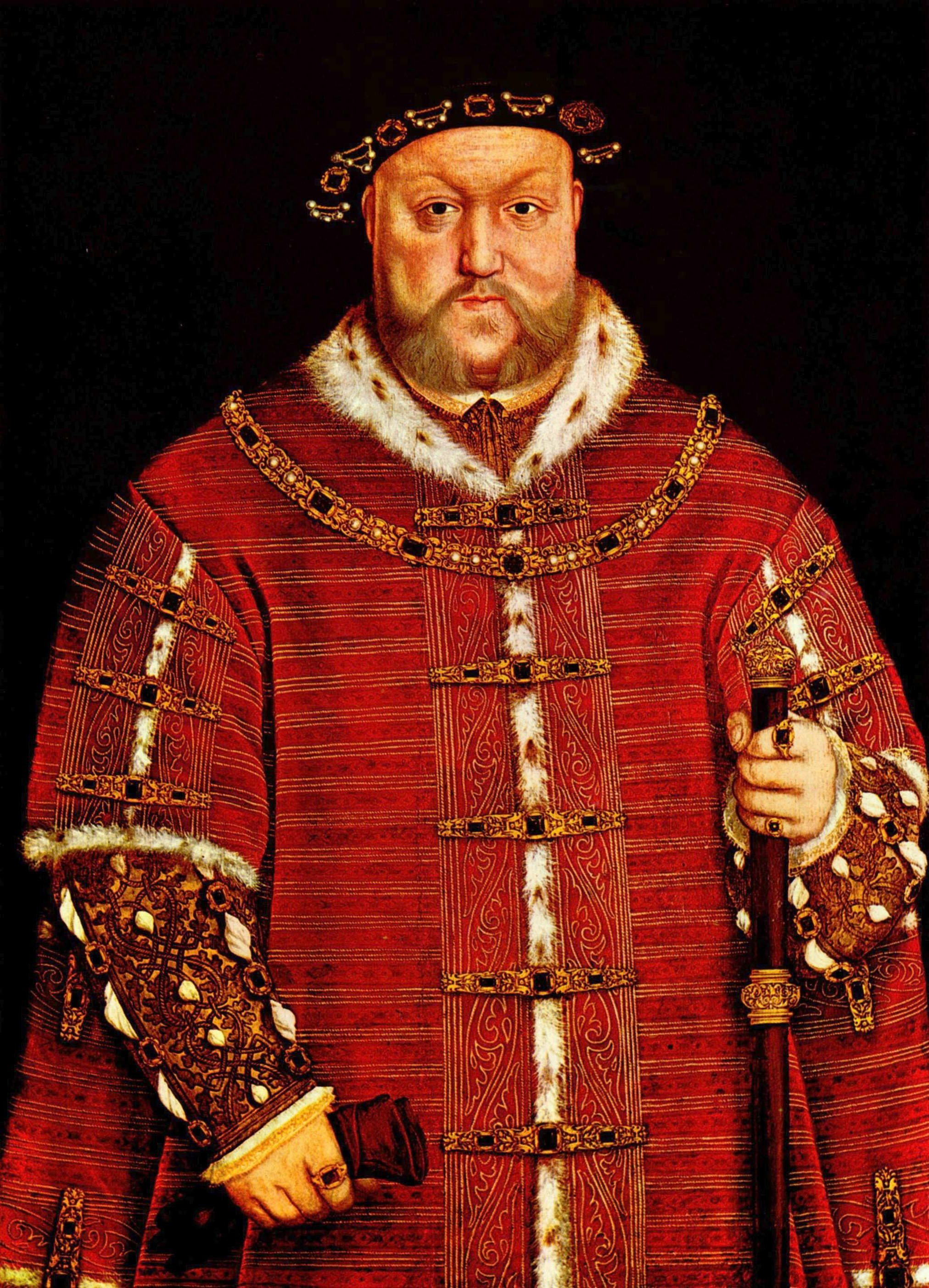
Enrico VIII

Sebbene alcuni facciano risalire le origini remote dell'anglicanesimo a una diffusa convinzione, nell'episcopato inglese e tra alcuni teologi, della necessità di una maggiore autonomia dalla Santa Sede, cioè dal Papa, lo scisma vero e proprio, cioè il distacco ufficiale dalla chiesa cattolica, viene fatto risalire al re Enrico VIII Tudor, il quale sfruttò a proprio vantaggio tale convinzione, peraltro fortemente minoritaria nella gerarchia cattolica inglese, facendo leva su di essa per ottenere l'annullamento del suo legittimo matrimonio con Caterina d'Aragona e potersi sposare poi con l'amante Anna Bolena. Nel momento in cui Papa Clemente VII rifiutò l'annullamento, avvenne lo scisma vero e proprio, anche se inizialmente non c'era un dissidio di tipo religioso tra l'Inghilterra e Roma. Enrico VIII iniziò una persecuzione contro gli oppositori allo scisma (messi a morte per alto tradimento con una apposita legge). Tra essi, i celeberrimi Tommaso Moro e Giovanni Fisher, giustiziati nel 1535 e successivamente proclamati santi dalla Chiesa Cattolica come "martiri della fede". Fu una separazione imposta alla Chiesa locale da parte del Re, che così incamerò tutti i beni ecclesiastici e soppresse abbazie e monasteri, per ridistribuirli ai suoi amici e servitori. Nel 1534, infatti, il re si autoproclamò Capo Supremo della Chiesa Anglicana (titolo poi modificato da Elisabetta I in Governatore Supremo della Chiesa Anglicana), pur mantenendo momentaneamente intatta l'ortodossia cattolica. Tutt'oggi il Sovrano di Inghilterra detiene questo titolo, a significare che lui è il capo titolare della Chiesa del suo Regno od Impero. Sebbene questa autorità rappresenti ormai una capacità simbolica, resta un titolo rilevante, di cui il sovrano fa uso soprattutto nella designazione delle alte cariche ecclesiastiche. Mentre i lords ecclesiastici continuano a far parte della Camera dei Lord anche dopo lo scisma. Il Primate della Chiesa Anglicana oggi è l'arcivescovo di Canterbury, il quale, prima dello scisma, era semplicemente il primate della chiesa cattolica inglese.
Altre Chiese Anglicane, ad esempio la Chiesa del Galles e la Chiesa Episcopale degli U.S.A., sorta con l'indipendenza delle Colonie americane, sono disestablished, ovvero indipendenti da qualsivoglia patrocinio regale.
L'abolizione del ricorso al Papa dal punto di vista cronologico, canonico e istituzionale è stato l'inizio dell'anglicanesimo in quanto separazione (più propriamente scisma) dal Papato e conseguentemente dalla Chiesa Cattolica. Seguirono poi altre riforme disciplinari e dottrinali che hanno dato all'anglicanesimo l'assetto attuale. Esso si definisce "cattolico ma non romano", "riformato ma non protestante".
Enrico VIII venne scomunicato per ben due volte, la prima da papa Clemente VII nel luglio 1533 e la seconda volta da papa Paolo III il 17 dicembre 1538, pena che venne comminata anche ad Elisabetta I quando ci si rese conto che la frattura era insanabile.
Nella prima metà del XVII secolo la Chiesa Anglicana d'Inghilterra e le chiese episcopali associate in Irlanda (Chiesa d'Irlanda) e nelle colonie americane dell'Inghilterra vennero indicate da alcuni anglicani come una tradizione cristiana differente, con teologia, strutture e forme di culto che rappresentano un diverso tipo di via media, tra protestantesimo riformato e cattolicesimo romano — una prospettiva che sarebbe stata altamente influente nelle successive teorie dell'identità anglicana, ed è stata espressa nella descrizione di "cattolica e riformata".

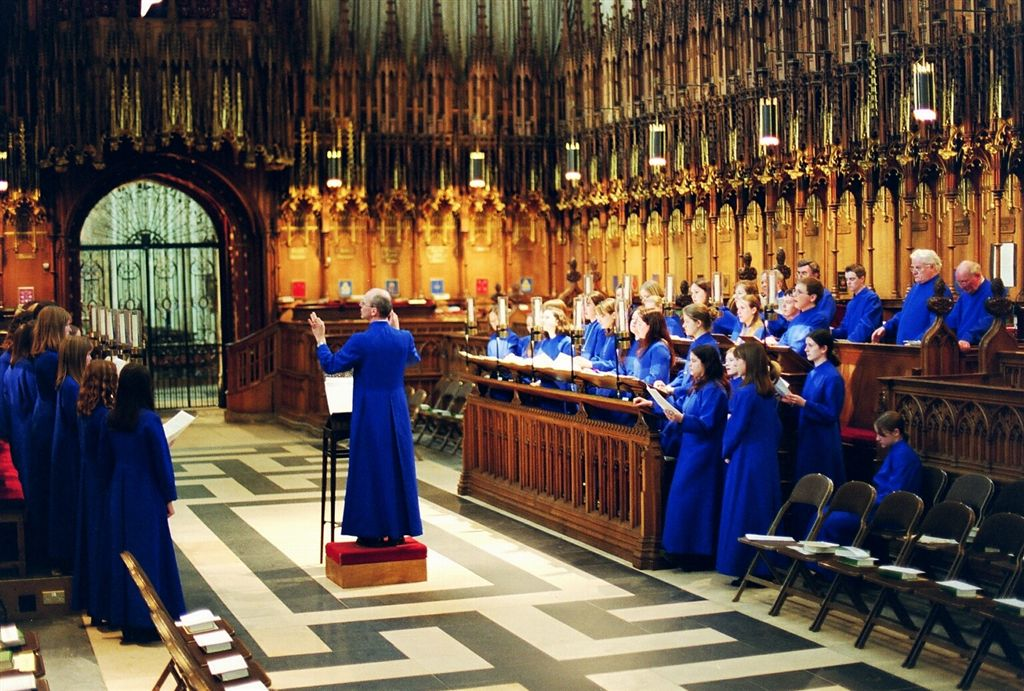
Canto dei Vespri nella cattedrale di York

Nel XVIII secolo, in seguito alla rivoluzione americana, le chiese anglicane negli Stati Uniti d'America e in Canada si ricostituirono in chiese autonome, dotate di propri vescovi e proprie strutture di autogoverno; attraverso l'espansione dell'Impero britannico e l'attività delle missioni cristiane, è stato adottato come modello per molte chiese, specialmente in Africa, Australasia e nelle regioni del Pacifico formate di recente. Il grado di distinzione fra tendenze cattoliche riformate e occidentali all'interno della tradizione anglicana ordinariamente è materia di dibattito sia all'interno di specifiche chiese anglicane sia in tutta la Comunione Anglicana.
Dal punto di vista cattolico l'anglicanesimo come eresia si è originato quando sono state cambiate alcune dottrine, sotto il regno dei successori di Enrico VIII. Mentre la successione apostolica sarebbe stata interrotta quando si sono ordinati nuovi vescovi privi di riconoscimento papale od autentica successione con i precedenti: questo anche se la dichiarazione ufficiale dell'invalidità delle ordinazioni anglicane è solo del XIX secolo, con la pubblicazione della bolla Apostolicae Curae di Leone XIII.
Alla bolla papale risposero congiuntamente gli arcivescovi anglicani di Canterbury e York, con un proprio documento il Saepius Officio, dove si tentava di confutare sia storicamente che teologicamente le dichiarazioni del Papa.  Per gli anglicani infatti la lo scisma da Roma e la successiva riforma dottrinale non avrebbero modificato la sostanza della chiesa inglese e dei suoi sacramenti. Resta il fatto che tutti i vescovi o sacerdoti che oggi transitano dalla chiesa anglicana a quella cattolica devono essere re-ordinati.
Nei secoli successivi, in diverse parti del mondo ma prevalentemente nel Commonwealth inglese, sono sorte altre chiese che hanno aderito all'anglicanesimo e che formano la Comunione Anglicana. Queste chiese sono denominate "anglicane" o, in alcune nazioni come gli Stati Uniti e la Scozia, "episcopali". Le varie province ecclesiastiche sono suddivise in diocesi.

## Struttura
L'anglicanesimo mantiene una posizione particolare (talvolta chiamata via media) fra le Chiese sorte al tempo della riforma protestante e la Chiesa cattolica, poiché ha mantenuto la struttura ecclesiastica del cattolicesimo, rivendicando anche l'autentica successione apostolica dei propri vescovi (ma posta in dubbio da Roma per via delle riforme nel rito dell'ordinazione avvenute sotto il regno di Edoardo VI), ed anche una liturgia di stampo tradizionale. Il clero, come nel Cattolicesimo, rimane composto dai tre ordini di vescovi, presbiteri e diaconi, ma il celibato ecclesiastico non è obbligatorio. In quasi tutte le province le donne possono essere ordinate diacono, in molte presbitero e in alcune anche vescovo. Gli ordini religiosi furono invece soppressi da Enrico VIII. Le Chiese che sono "in comunione" con la sede di Canterbury compongono la "Comunione Anglicana".
Non c'è alcuna singola chiesa anglicana con autorità giuridica universale, poiché ogni chiesa nazionale o regionale ha piena autonomia anche se tutte riconoscono l'autorità morale dell'arcivescovo di Canterbury come "primus inter pares" dei vescovi anglicani. Come suggerisce il nome, le chiese della Comunione Anglicana sono legate dall'affetto e dalla comune fedeltà. Esse sono in piena comunione con la Diocesi di Canterbury e quindi con l'arcivescovo di Canterbury, che, nella sua persona, detiene un primato d'onore all'interno dell'anglicanesimo. Egli convoca la conferenza di Lambeth una volta ogni dieci anni, presiede la riunione dei Primati ed è Presidente del Consiglio consultivo anglicano. Con un'adesione stimata di circa 80 milioni di membri, la Comunione Anglicana è la terza confessione cristiana più grande del mondo, dopo la Chiesa cattolica e le Chiese ortodosse orientali.

## Dottrina
Per l'anglicanesimo, secondo la formulazione del teologo Richard Hooker, l'autorità religiosa è presente nella Bibbia, nella Tradizione della Chiesa e nella ragione benché nell'articolo VI dei 39 articoli l'autorità sia inequivocabilmente riformata di Sola scriptura.

### Quadrilatero di Chicago-Lambeth
Il Quadrilatero di Chicago-Lambeth è una sintesi dottrinale della teologia e delle principali pratiche liturgiche anglicane, i quattro pilastri su cui si fonda l'anglicanesimo. La sua redazione è ispirata al Commonitorium, un testo del V secolo scritto da Vincenzo di Lerino. I quattro punti sono:

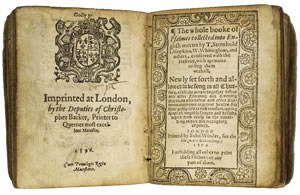
Edizione risalente al 1596 del Book of Common Prayer di Thomas Cranmer

- le Sacre Scritture, base della fede cristiana, contengono tutto ciò che è necessario alla salvezza;
- le confessioni di fede (Simbolo degli apostoli e Simbolo niceno-costantinopolitano), statuti necessari e sufficienti all'esposizione della dottrina cristiana;
- i sacramenti (Battesimo ed Eucaristia), mezzi esteriori, visibili ed autentici della grazia di Dio (istituiti da Cristo);
- la successione apostolica, ininterrotta e riconosciuta valida dalle Chiese ortodosse e vetero-cattoliche.

## Liturgia e pratiche
Grande importanza ha il Book of Common Prayer, il libro della preghiera comune, scritto dall'arcivescovo anglicano di Canterbury Thomas Cranmer nel 1549 e adottato da tutte le Chiese anglicane, che hanno nella liturgia più che nelle confessioni di fede il loro denominatore comune. 

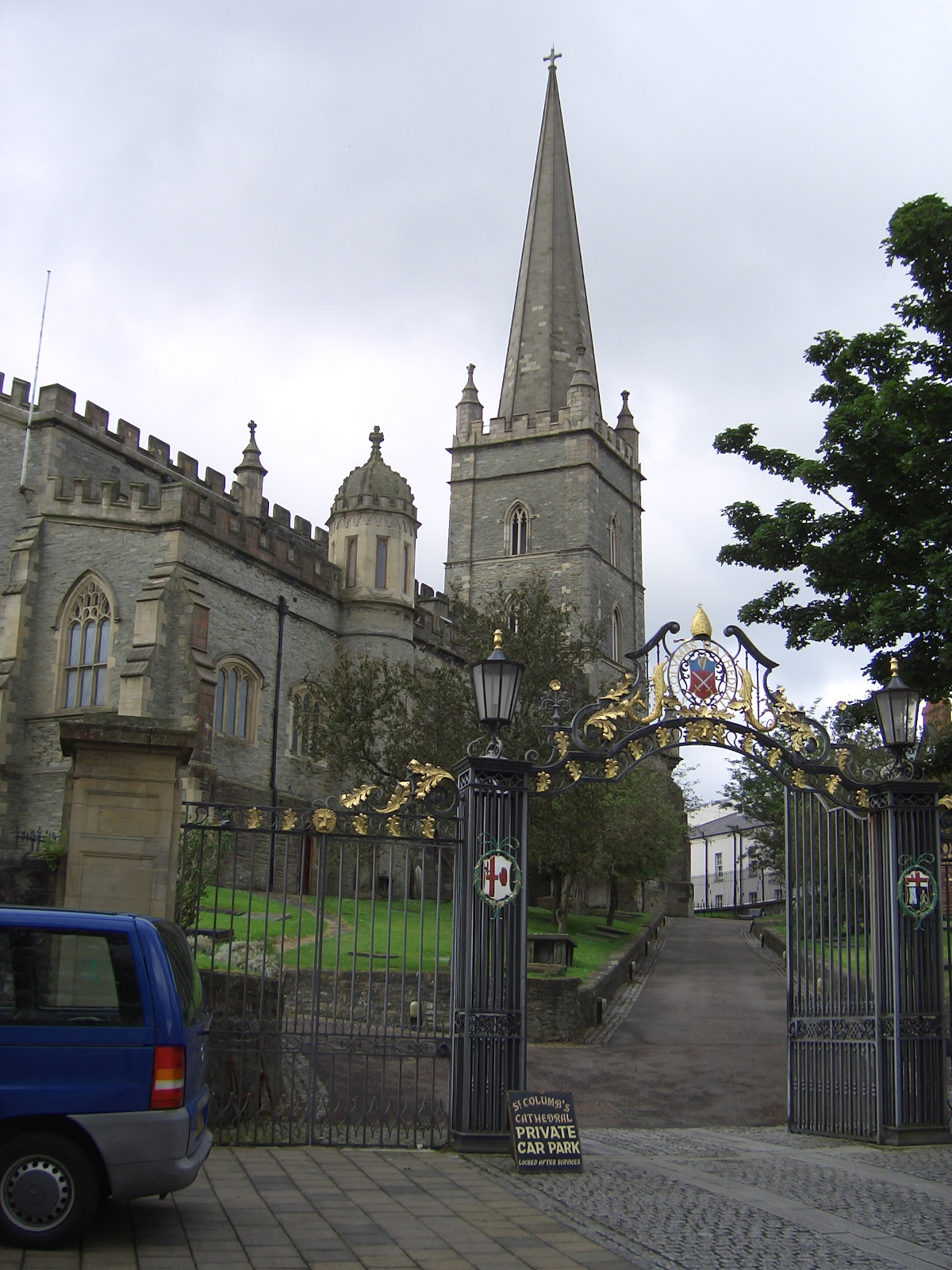
La cattedrale di San Columba nell'Irlanda del Nord è stata la prima cattedrale anglicana costruita dopo la Riforma nelle isole britanniche, e la prima cattedrale protestante in Europa.

Esistono anche i 39 articoli di religione, composti nel XVI secolo per garantire l'uniformità religiosa in Inghilterra che utilizzano talvolta espressioni teologiche vicine al calvinismo. Questi articoli non sono generalmente più considerati strettamente vincolanti.
Dal 1547 fino al 1571 vennero pubblicati i Books of Homilies, una raccolta di due libri contenenti in totale 33 sermoni, attraverso i quali furono sviluppate le dottrine riformate della Chiesa d'Inghilterra e spiegati nel dettaglio i 39 Articoli. I sermoni dei Books of Homilies si dividono in due gruppi:
- Vere e proprie esortazioni a leggere il Vangelo e a condurre una vita cristiana, caratterizzata dalla preghiera e dalla fiducia in Cristo;
- Trattati scolastici tesi ad informare i capi della chiesa anglicana d'Inghilterra sulla teologia, la storia della Chiesa, la caduta dell'Impero bizantino.

Nel 1662 venne scritto l'Alternative Service Book, la prima e completa raccolta di preghiere anglicane, il quale venne proposto come testo alternativo al Book of Common Prayer; è stato sostituito dalla Common Worship, una raccolta di tre libri liturgici autorizzati dal Sinodo Generale della Chiesa d'Inghilterra, che sono Daily Prayer (preghiera quotidiana), Pastoral Services (servizi pastorali) e Main Volume (volume principale).
Tralasciando le opere già citate, l'anglicanesimo, nelle sue varie chiese, ha prodotto anche una copiosa quantità di inni; si possono citare tra i più diffusi gli Hymns Ancient and Modern, il Book of Common Praise e il The Hymn Book.

### Canto anglicano
È il canto applicato alla traduzione in prosa dei salmi, ai cantici e ad altri testi religiosi, facendo combaciare la prosodia delle parole di ogni verso con la metrica musicale. La fisionomia delle melodie non è molto dissimile da quella salmodica della Chiesa cattolica, e una delle differenze è la composizione polifonica. I primi esempi di canti anglicani risalgono al XVI secolo, ai tempi dell'uso del falso bordone; nei periodi successivi venne abbandonato l'utilizzo del latino e la struttura ritmica musicale prese il sopravvento su quella metrica. Oggi il canto anglicano è molto legato al culto delle cattedrali inglese, soprattutto nei vespri anglicani (evensong), ma si trova anche nella Chiesa cattolica e altre Comunità ecclesiastiche in lingua inglese, e in qualche altra lingua. Tra i più importanti compositori, si ricordano Thomas Tallis e Orlando Gibbons.
Un modulo (chant) single di canto anglicano, pensato per due versi di una strofa, ha la seguente struttura di base a sette battute:
|                           | notazione                                   |
| ------------------------- | ------------------------------------------- |
| un tenor                  | battuta con semibreve                       |
| due note di passaggio     | battuta con due minime                      |
| una cadenza mediana       | battuta con semibreve poi stanghetta doppia |
| un tenor                  | battuta con semibreve                       |
| quattro note di passaggio | due battute con due minime ciascuna         |
| una cadenza finale        | una battuta con semibreve                   |

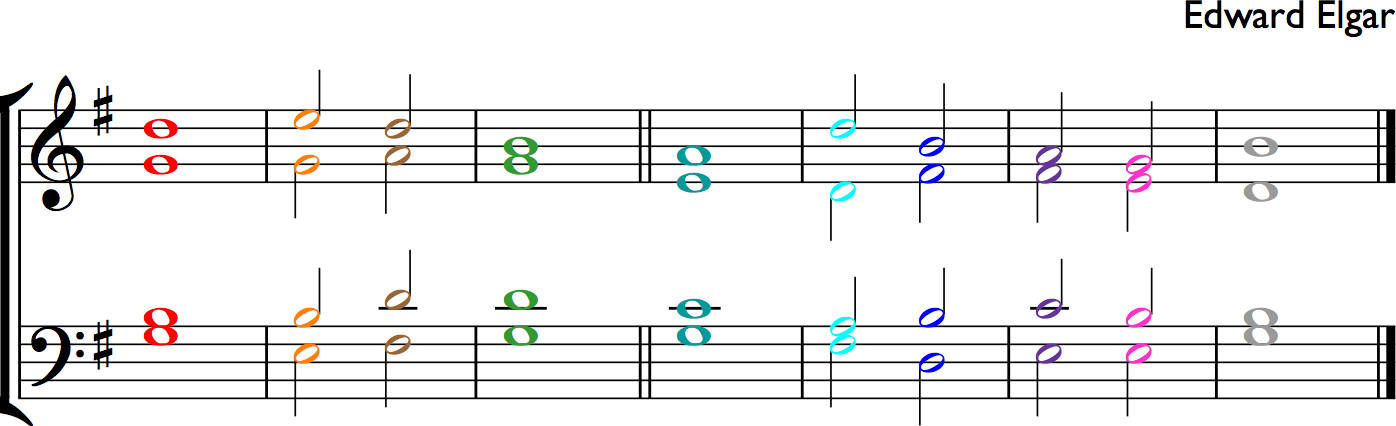

Sono più diffusi i double per quattro versi, con altre sette battute secondo lo stesso modello. Si usano segni particolari, chiamati il pointing, per la presentazione delle parole in modo che si possono cantare con lo schema. Per esempio:
Rendete grazie al Si|gnore per·ché è |buono, || perché il suo a|mo·re |è·per |sempre.

Dica |Is·ra|ele: || «Il suo a|mo·re |è·per |sempre».
Non esiste però un unico sistema di pointing, e diversi libri adottano segni diversi. I chant possono contenere qualche variazione “ritmica” che li rende più complessi, rendendo più complesso anche il pointing:
- una minima di passaggio che diventa due semiminime
- una minima di passaggio che diventa minima puntata e semiminima
- un tenor che diventa minima puntata e semiminima
- una cadenza che diventa due minime

## Dialogo ecumenico
L'anglicanesimo ha conosciuto nel XIX secolo, parallelamente al diffondersi del romanticismo in Europa, una reviviscenza della tradizione cattolica al suo interno. Tale corrente è chiamata anglo-cattolicesimo il cui massimo esponente è stato John Henry Newman, poi convertitosi al cattolicesimo e divenuto cardinale. Nel 2004 è stata pubblicata una "Dichiarazione congiunta" della Commissione Internazionale Anglicano-Cattolica (ARCIC), un organo di dialogo teologico ecumenico, sulla figura di Maria, madre di Gesù. Questa dichiarazione "non costituisce una dichiarazione autorevole della Chiesa Cattolica o della Comunione Anglicana" ma "dovrà essere studiato e valutato dalle due Chiese", e rappresenta un tentativo di riavvicinamento della Comunione Anglicana al Cattolicesimo, dal quale, però, la dividono molte cose, tra cui i dogmi dell'Immacolata Concezione di Maria (proclamato nel 1854) e la sua Assunzione in Cielo anima e corpo (1950), anche se questi sono accettati in alcune parrocchie anglocattoliche. Inoltre, ovviamente, non viene accettato il dogma dell'infallibilità papale (1870).
Nell'ultimo decennio si sono inaspriti i rapporti tra chiese anglicane "africane" (soprattutto nigeriana ed ugandese) da un lato ed episcopale statunitense dall'altra. I principali motivi di divisione sono state l'ordinazione a vescovi di una donna e di un omosessuale dichiarato. Del resto, la scelta di ordinare sacerdoti anche le donne aveva già spinto alcuni vescovi anglicani, inglesi e statunitensi, a passare al cattolicesimo.
Nel 2012, il numero di ordinazioni femminili nel Regno Unito superò per la prima volta quello dei sacerdoti, sebbene il numero dei consacrati di sesso maschile restasse più che doppio rispetto a quelle di sesso femminile (8087 rispetto 3535). L'anno successivo la Camera dei Vescovi, uno dei tre organismi che compongono il Sinodo Generale, ha aperto le porte dei propri incontri a otto diaconesse e arcidiaconesse, in qualità di membri non votanti.